# Puichéric
Puichéric (okzitanisch Puèg-eric) ist eine französische Gemeinde mit 1194 Einwohnern (Stand 1. Januar 2022) im Département Aude in der Region Okzitanien. Sie gehört zum Arrondissement Carcassonne und zum Kanton Le Haut-Minervois.

## Lage
Die Gemeinde Puichéric liegt an der Aude, 25 Kilometer östlich von Carcassonne. Nachbargemeinden von Puichéric  sind La Redorte im Norden, Roquecourbe-Minervois im Südosten, Saint-Couat-d’Aude im Süden, Douzens im Südwesten und Saint-Frichoux im Nordwesten.

## Bevölkerungsentwicklung
| Jahr      | 1962 | 1968 | 1975 | 1982 | 1990 | 1999 | 2018 |
| Einwohner | 1127 | 1023 | 1010 | 1056 | 1019 | 1025 | 1190 |

## Sehenswürdigkeiten
- Kirche Notre-Dame
- Burg Puichéric